# 잇기
잇기 또는 이음은 같은 색 돌끼리 '연결'하는 것이다. 연결을 잘하지 못하면 자신의 돌이 잡히게 되고 결과적으로 집도 제대로 만들 수 없게 된다.